# Gran Premi de Bahrain del 2016
El Gran Premi de Bahrain de Fórmula 1 de la temporada 2016 s'ha disputat al circuit de Sakhir, de l'1 al 3 d'abril del 2016.

## Resultats de la qualificació
| Pos                  | No | Pilot             | Constructor          | Part 1   | Part 2   | Part 3   | Sortida |
| -------------------- | -- | ----------------- | -------------------- | -------- | -------- | -------- | ------- |
| 1                    | 44 | Lewis Hamilton    | Mercedes             | 1:31.391 | 1:30.039 | 1:29.493 | 1       |
| 2                    | 6  | Nico Rosberg      | Mercedes             | 1:31.325 | 1:30.535 | 1:29.570 | 2       |
| 3                    | 5  | Sebastian Vettel  | Ferrari              | 1:31.636 | 1:30.409 | 1:30.012 | 3       |
| 4                    | 7  | Kimi Räikkönen    | Ferrari              | 1:31.685 | 1:30.559 | 1:30.244 | 4       |
| 5                    | 3  | Daniel Ricciardo  | Red Bull-TAG Heuer   | 1:31.403 | 1:31.122 | 1:30.854 | 5       |
| 6                    | 77 | Valtteri Bottas   | Williams-Mercedes    | 1:31.672 | 1:30.931 | 1:31.153 | 6       |
| 7                    | 19 | Felipe Massa      | Williams-Mercedes    | 1:32.045 | 1:31.374 | 1:31.155 | 7       |
| 8                    | 27 | Nico Hülkenberg   | Force India-Mercedes | 1:31.987 | 1:31.604 | 1:31.620 | 8       |
| 9                    | 8  | Romain Grosjean   | Haas-Ferrari         | 1:32.005 | 1:31.756 |          | 9       |
| 10                   | 33 | Max Verstappen    | Toro Rosso-Ferrari   | 1:31.888 | 1:31.772 |          | 10      |
| 11                   | 55 | Carlos Sainz, Jr. | Toro Rosso-Ferrari   | 1:31.716 | 1:31.816 |          | 11      |
| 12                   | 47 | Stoffel Vandoorne | McLaren-Honda        | 1:32.472 | 1:31.934 |          | 12      |
| 13                   | 21 | Esteban Gutiérrez | Haas-Ferrari         | 1:32.118 | 1:31.945 |          | 13      |
| 14                   | 22 | Jenson Button     | McLaren-Honda        | 1:31.976 | 1:31.998 |          | 14      |
| 15                   | 26 | Daniil Kvyat      | Red Bull-TAG Heuer   | 1:32.559 | 1:32.241 |          | 15      |
| 16                   | 94 | Pascal Wehrlein   | MRT-Mercedes         | 1:32.806 |          |          | 16      |
| 17                   | 9  | Marcus Ericsson   | Sauber-Ferrari       | 1:32.840 |          |          | 17      |
| 18                   | 11 | Sergio Pérez      | Force India-Mercedes | 1:32.911 |          |          | 18      |
| 19                   | 20 | Kevin Magnussen   | Renault              | 1:33.181 |          |          | PL1     |
| 20                   | 30 | Jolyon Palmer     | Renault              | 1:33.438 |          |          | 19      |
| 21                   | 88 | Rio Haryanto      | MRT-Mercedes         | 1:34.190 |          |          | 20      |
| 22                   | 12 | Felipe Nasr       | Sauber-Ferrari       | 1:34.388 |          |          | 21      |
| 107% temps: 1:37.717 |    |                   |                      |          |          |          |         |
| Font:                |    |                   |                      |          |          |          |         |

Notes
- ^1  — Kevin Magnussen va sortir del pit lane com a penalització després d'unes irregularitats amb el control de pes del monoplaça als entrenaments lliures.[2]

## Resultats de la Cursa
| Pos   | No | Pilot             | Constructor          | Voltes | Temps / Retirada     | Pos.Sortida | Punts |
| ----- | -- | ----------------- | -------------------- | ------ | -------------------- | ----------- | ----- |
| 1     | 6  | Nico Rosberg      | Mercedes             | 57     | 1h 33m 34.696        | 2           | 25    |
| 2     | 7  | Kimi Räikkönen    | Ferrari              | 57     | + 10.282 s           | 4           | 18    |
| 3     | 44 | Lewis Hamilton    | Mercedes             | 57     | + 30.148 s           | 1           | 15    |
| 4     | 3  | Daniel Ricciardo  | Red Bull-TAG Heuer   | 57     | + 1:02.494 min.      | 5           | 12    |
| 5     | 8  | Romain Grosjean   | Haas-Ferrari         | 57     | + 1:18.299 min.      | 9           | 10    |
| 6     | 33 | Max Verstappen    | Toro Rosso-Ferrari   | 57     | + 1:20.929 min.      | 10          | 8     |
| 7     | 26 | Daniil Kvyat      | Red Bull-TAG Heuer   | 56     | + 1 Volta            | 15          | 6     |
| 8     | 19 | Felipe Massa      | Williams-Mercedes    | 56     | + 1 Volta            | 7           | 4     |
| 9     | 77 | Valtteri Bottas   | Williams-Mercedes    | 56     | + 1 Volta            | 6           | 2     |
| 10    | 47 | Stoffel Vandoorne | McLaren-Honda        | 56     | + 1 Volta            | 12          | 1     |
| 11    | 20 | Kevin Magnussen   | Renault              | 56     | + 1 Volta            | PL          |       |
| 12    | 9  | Marcus Ericsson   | Sauber-Ferrari       | 56     | + 1 Volta            | 17          |       |
| 13    | 94 | Pascal Wehrlein   | MRT-Mercedes         | 56     | + 1 Volta            | 16          |       |
| 14    | 12 | Felipe Nasr       | Sauber-Ferrari       | 56     | + 1 Volta            | 21          |       |
| 15    | 27 | Nico Hülkenberg   | Force India-Mercedes | 56     | + 1 Volta            | 8           |       |
| 16    | 11 | Sergio Pérez      | Force India-Mercedes | 56     | + 1 Volta            | 18          |       |
| 17    | 88 | Rio Haryanto      | MRT-Mercedes         | 56     | + 1 Volta            | 20          |       |
| Ret   | 55 | Carlos Sainz, Jr. | Toro Rosso-Ferrari   | 29     | Col·lisió            | 11          |       |
| Ret   | 21 | Esteban Gutiérrez | Haas-Ferrari         | 10     | Frens                | 13          |       |
| Ret   | 22 | Jenson Button     | McLaren-Honda        | 6      | Motor                | 14          |       |
| DNS   | 5  | Sebastian Vettel  | Ferrari              | 0      | Motor                | —           |       |
| DNS   | 30 | Jolyon Palmer     | Renault              | 0      | Problemes hidràulics | —           |       |
| Font: |    |                   |                      |        |                      |             |       |